# 放射箱樱蛤
放射箱樱蛤（学名：Arcopella isseli），是帘蛤目樱蛤科Arcopella属的一种。主要分布于中国大陆、台湾，常栖息在水深5－100米。